# Ichneutica

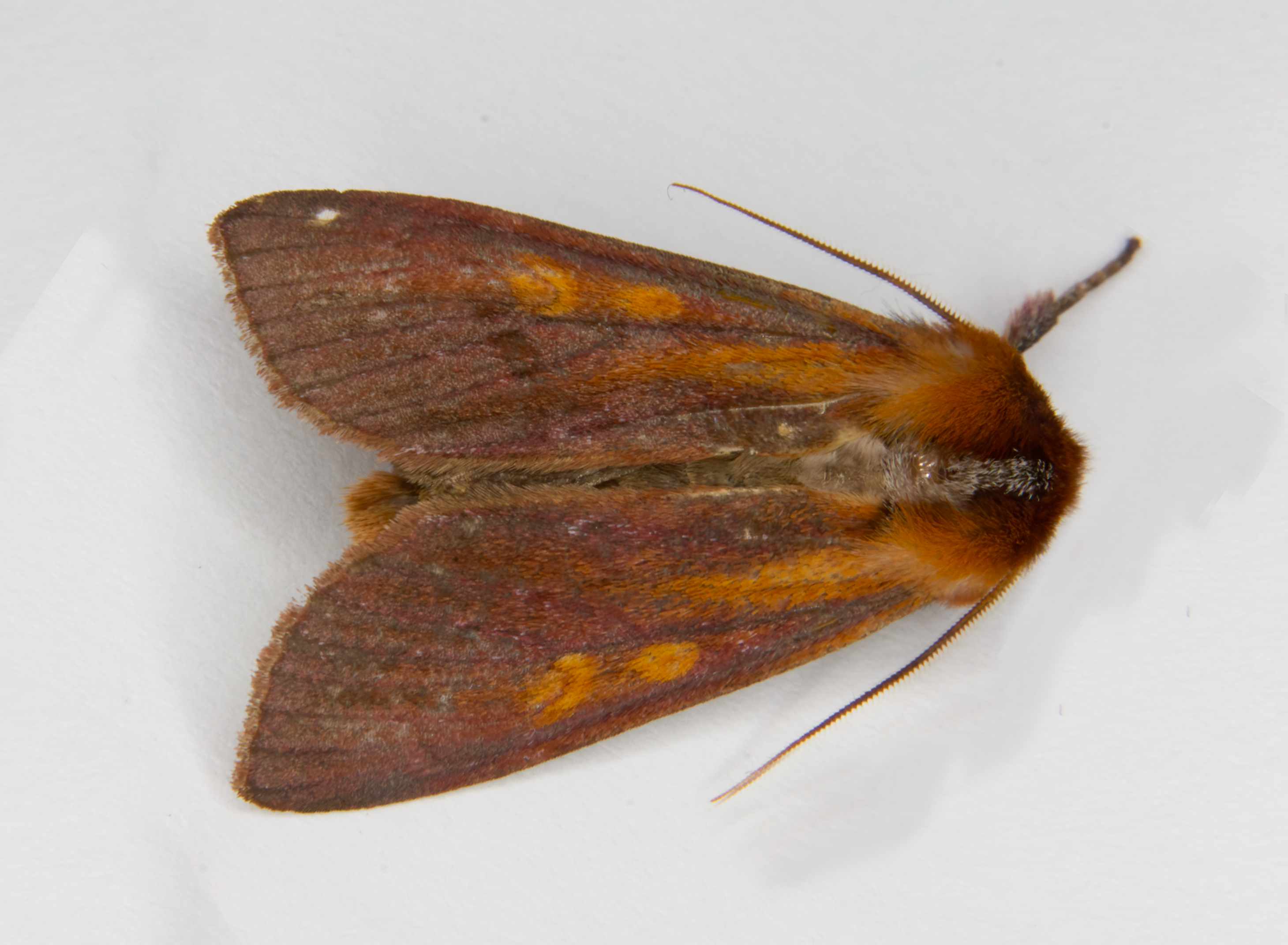
Ichneutica purdii

Ichneutica là một chi bướm đêm thuộc họ Noctuidae, được tìm thấy ở New Zealand và các đảo lân cận. Có hơn 80 loài được mô tả trong Ichneutica, chi bướm Lepidoptera lớn nhất được biết đến ở New Zealand. Vào năm 2019, chi này đã được sửa đổi và mở rộng đáng kể, các chi Graphania Hampson, 1905, Tmetolophota Hampson, 1905 và Dipaustica Meyrick, 1912, gộp lại trong nó.

## Các loài
- Ichneutica acontistis (Meyrick, 1887)
- Ichneutica agorastis (Meyrick, 1887)
- Ichneutica alopa (Meyrick, 1887)
- Ichneutica arotis (Meyrick, 1887)
- Ichneutica atristriga (Walker, 1865)
- Ichneutica averilla (Hudson, 1921)
- Ichneutica barbara  Hoare, 2019
- Ichneutica blenheimensis (Fereday, 1883)
- Ichneutica bromias (Meyrick, 1902)
- Ichneutica brunneosa (Fox, 1970)
- Ichneutica cana Howes, 1914
- Ichneutica ceraunias Meyrick, 1887
- Ichneutica chlorodonta (Hampson, 1911)
- Ichneutica chryserythra (Hampson, 1905)
- Ichneutica cornuta  Hoare, 2019
- Ichneutica cuneata (Philpott, 1916)
- Ichneutica dione Hudson, 1898
- Ichneutica disjungens (Walker, 1858)
- Ichneutica dundastica  Hoare, 2019
- Ichneutica emmersonorum  Hoare, 2019
- Ichneutica epiastra (Meyrick, 1911)
- Ichneutica erebia (Hudson, 1909)
- Ichneutica eris  Hoare, 2019
- Ichneutica falsidica (Meyrick, 1911)
- Ichneutica fenwicki (Philpott, 1921)
- Ichneutica fibriata (Meyrick, 1913)
- Ichneutica haedifrontella  Hoare, 2019
- Ichneutica hartii (Howes, 1914)
- Ichneutica infensa (Walker, 1857)
- Ichneutica inscripta  Hoare, 2019
- Ichneutica insignis (Walker, 1865)
- Ichneutica lignana (Walker, 1857)
- Ichneutica lindsayorum (Dugdale, 1988)
- Ichneutica lissoxyla (Meyrick, 1911)
- Ichneutica lithias (Meyrick, 1887)
- Ichneutica lyfordi  Hoare, 2019
- Ichneutica marmorata (Hudson, 1924)
- Ichneutica maya (Hudson, 1898)
- Ichneutica micrastra (Meyrick, 1897)
- Ichneutica moderata (Walker, 1865)
- Ichneutica mollis (Howes, 1908)
- Ichneutica morosa (Butler, 1880)
- Ichneutica mustulenta  Hoare, 2019
- Ichneutica mutans (Walker, 1857)
- Ichneutica naufraga  Hoare, 2019
- Ichneutica nobilia (Howes, 1946)
- Ichneutica notata Salmon, 1946
- Ichneutica nullifera (Walker, 1857)
- Ichneutica olivea (Watt, 1916)
- Ichneutica oliveri (Hampson, 1911)
- Ichneutica omicron (Hudson, 1898)
- Ichneutica omoplaca (Meyrick, 1887)
- Ichneutica pagaia (Hudson, 1909)
- Ichneutica panda (Philpott, 1920)
- Ichneutica paracausta (Meyrick, 1887)
- Ichneutica paraxysta (Meyrick, 1929)
- Ichneutica pelanodes (Meyrick, 1931)
- Ichneutica peridotea  Hoare, 2019
- Ichneutica petrograpta (Meyrick, 1929)
- Ichneutica phaula (Meyrick, 1887)
- Ichneutica plena (Walker, 1865)
- Ichneutica prismatica  Hoare, 2019
- Ichneutica propria (Walker, 1856)
- Ichneutica purdii (Fereday, 1883)
- Ichneutica rubescens (Butler, 1879)
- Ichneutica rufistriga  Hoare, 2019
- Ichneutica sapiens (Meyrick, 1929)
- Ichneutica schistella  Hoare, 2019
- Ichneutica scutata (Meyrick, 1929)
- Ichneutica seducta  Hoare, 2019
- Ichneutica semivittata (Walker, 1865)
- Ichneutica sericata (Howes, 1945)
- Ichneutica similis (Philpott, 1924)
- Ichneutica sistens (Guenée, 1868)
- Ichneutica skelloni (Butler, 1880)
- Ichneutica sollennis (Meyrick, 1914)
- Ichneutica steropastis (Meyrick, 1887)
- Ichneutica stulta (Philpott, 1905)
- Ichneutica subcyprea  Hoare, 2019
- Ichneutica sulcana (Fereday, 1880)
- Ichneutica supersulcana  Hoare, 2019
- Ichneutica thalassarche  Hoare, 2019
- Ichneutica theobroma  Hoare, 2019
- Ichneutica toroneura (Meyrick, 1901)
- Ichneutica unica (Walker, 1856)
- Ichneutica ustistriga (Walker, 1857)
- Ichneutica virescens (Butler, 1879)